# Флорентійська П'єта
«Флорентійська П'єта» (італ. Pietà Bandini; також «П'єта́ Бандіні», «Пієта́ Бандіні», «Оплакування Христа», «Зняття з хреста») — мармурова статуя роботи італійського скульптора і художника Мікеланджело Буонарроті, над якою він працював з 1547 по 1555 роки. За свідченнями Вазарі саме цей твір скульптор планував «мати за надгробок над його[Мікеланджело] могилою коло підніжжя вівтаря, де він мав намір поставити цю групу». Зберігається у музеї Флорентійського собору, Італія. Сімондз, британський історик культури, писав, що це — «велична поема у мармурі».

## Історія
«Флорентійська П'єта», ймовірно, була у роботі з 1547 по 1555 роки. Вазарі згадує про незавершену статую, яку Мікеланджело розбив, а тоді почав роботу над іншим «Оплакуванням», ймовірно «Пієта Ронданіні».
У першому виданні «Життєписів» (1550) Вазарі згадував про неї як незавершену, тож вона була ще у роботі. Вазарі згадує про те, що йому вдалося якось побувати у Мікеланджело вночі, коли той працював над статуєю. Він побачив ногу Христа, яку Мікеланджело переробляв, щоб Вазарі не побачив більше, скульптор упустив світильника. Той же Вазарі свідчив, що Мікеланджело часто працював вночі, для чого він зробив собі «з картону шолом і у вершечок його вставляв свічку, щоб освітлювати роботу і мати вільні руки».
У біографії Мікеланджело від Кондіві, виданій 1553 року, статуя теж описана у теперішньому часі. Мікеланджело не завершив її, розбивши через великий вміст наждаку в мармурі чи через те, «що його вимоги до себе самого були такі великі, що він ніколи не задовільнявся тим, що зробив». Розбиту статую він подарував своєму слузі Антоніо дель Францезе (італ. Antonio del Franzese), який продав її купцеві Франческо Бандіні (другові Мікеланджело, флорентійському вигнанцеві, який хотів мати статую Мікеланджело) за двісті золотих скуді. Сімондз зазначив, що подарунок Антоніо, наступнику Урбіно, міг означати, що статую було розбито 1556 року, після смерті Урбіно, 3 грудня 1555 року. Вазарі також згадував, що Урбіно постійно підганяв Мікеланджело із закінченням роботи. Лео Стайнберґ вважав, що Мікеланджело знищив статую, бо відчував якусь межу виразності свого мистецтва.
Тіберіо Кальканьї, учень Мікеланджело, зібрав статую і доробив деякі місця, можливо за моделями Мікеланджело. Сімондз, писав, що «на щастя, він[Кальканьї], здається, не опрацював поверхню жодної важливої деталі; бо як закінчені, так і незакінчені частини мають безсумнівні сліди власної роботи Мікеланджело».
Вазарі писав, що робота залишилася у власності сина Франческо Бандіні, П'єрантоніо, у їхньому винограднику на Монтекавалло. 1649 року віллу зі статуєю купив кардинал Луїджі Каппоні (італ. Luigi Capponi), який перемістив статую до Монтечіторіо (італ. Montecitorio), Рим. 1671 року її придбав великий герцог Козімо III Медічі у П'єро Каппоні(італ. Piero Capponi), але через складнощі транспортування робота ще 3 роки залишалася у Римі. 1674 року її доставили до Чивітавекк'я, звідти через Ліворно до Флоренції, де статуя була у підвалі базиліки Сан-Лоренцо.

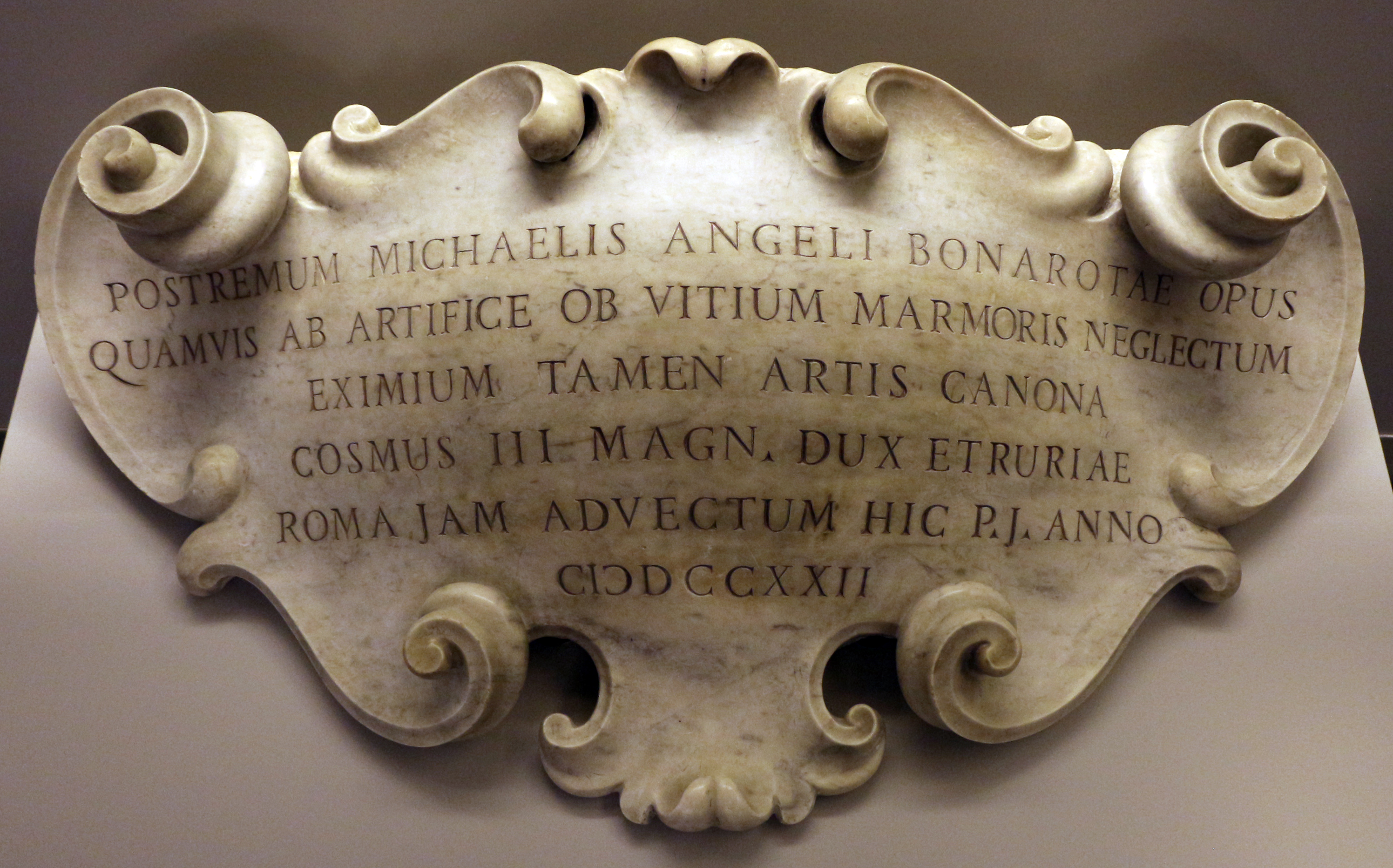
Картуш про перенесення з Сан-Лоренцо до Дуомо (1722)

З 1722 року статую перемістили до Флорентійського собору (Дуомо), ззаду головного вівтаря. З 1933 року вона була у каплиці Сант-Андреа, а з 1981 року — в музеї Флорентійського собору. З 2015 року «П’єта» розміщена на постаменті в центрі кімнати під назвою «Трибуна Мікеланджело» (італ. Tribuna di Michelangelo).

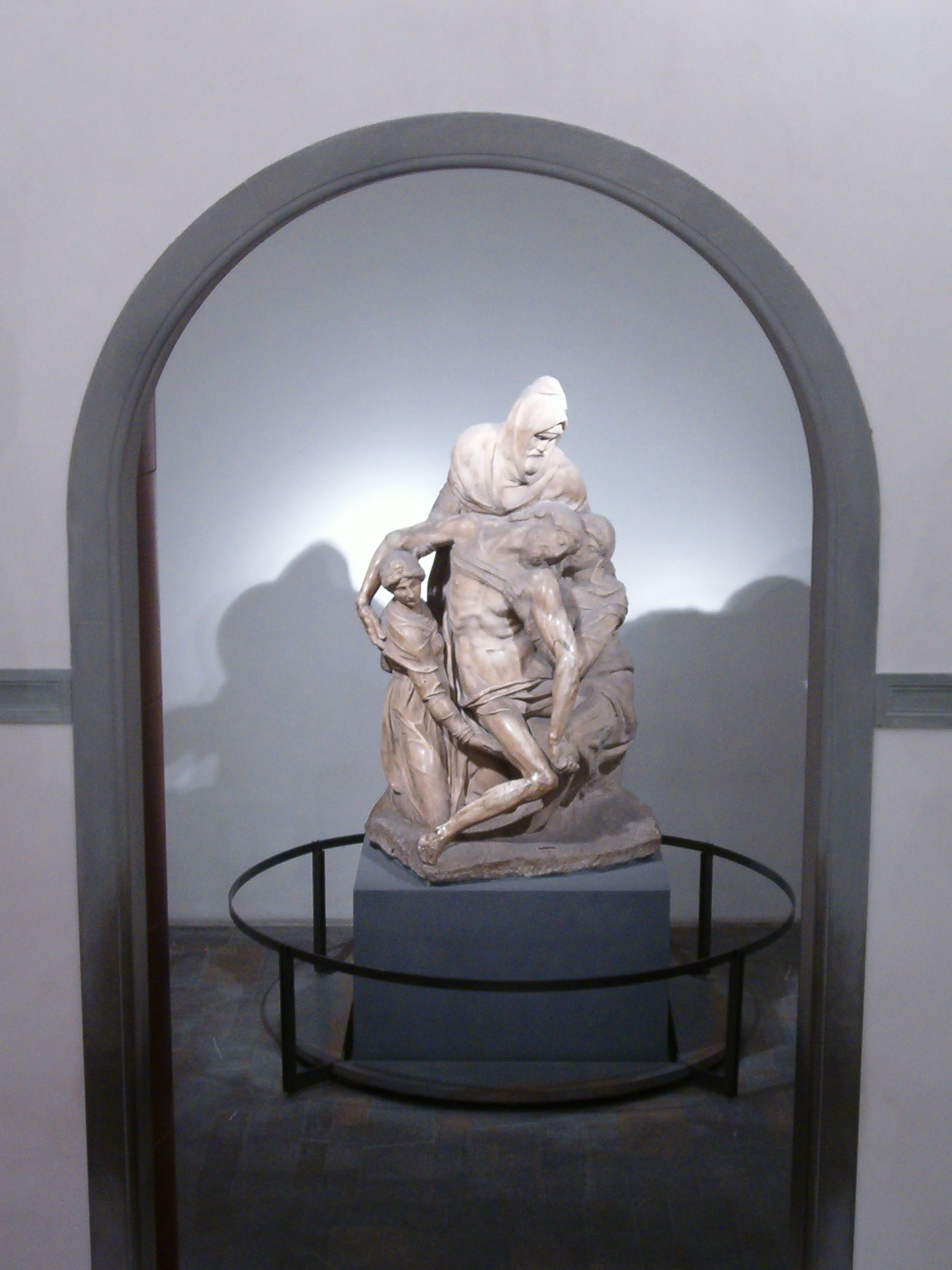
Розташування до 2015 року (2006)
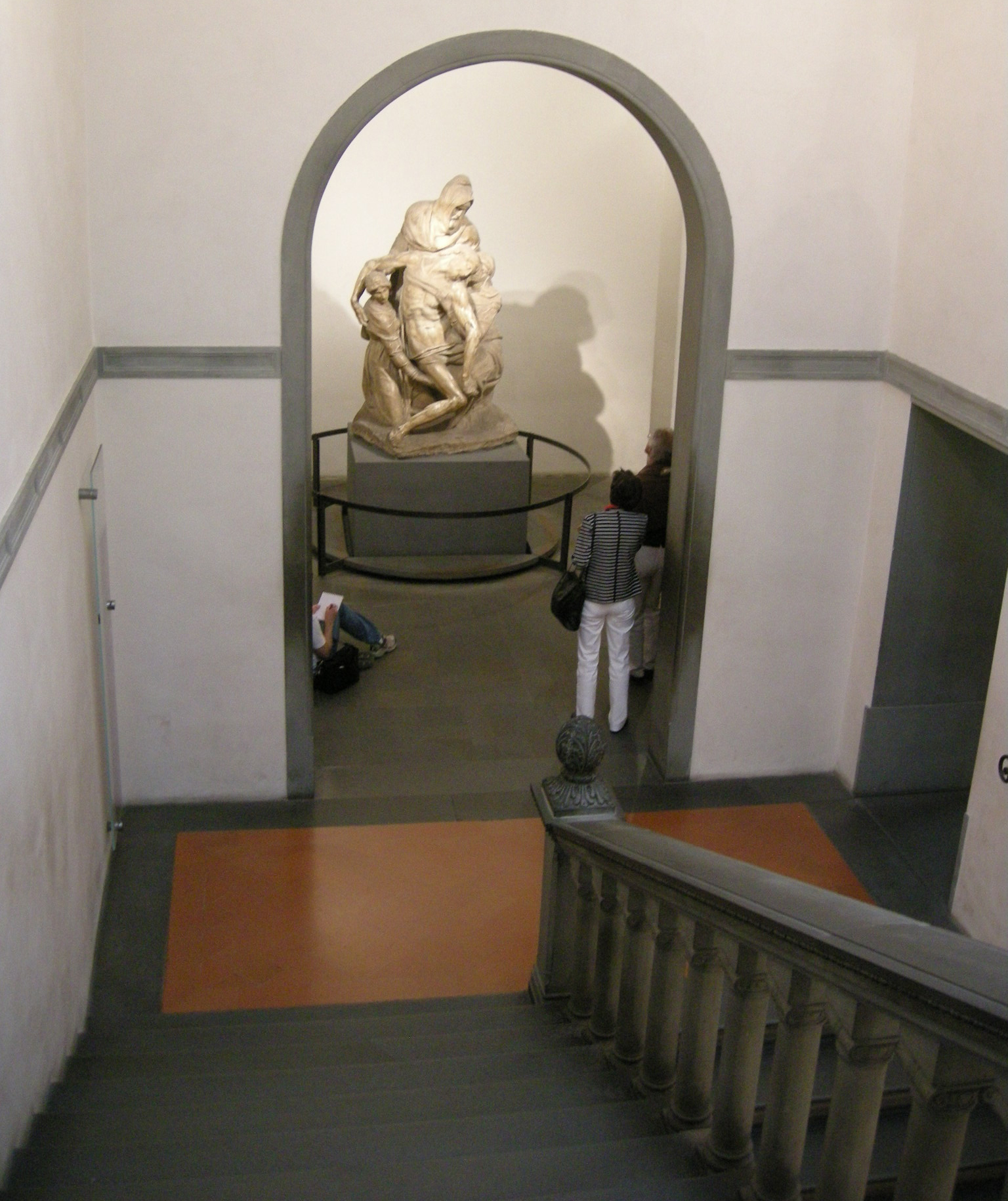
Розташування до 2015 року (2009)
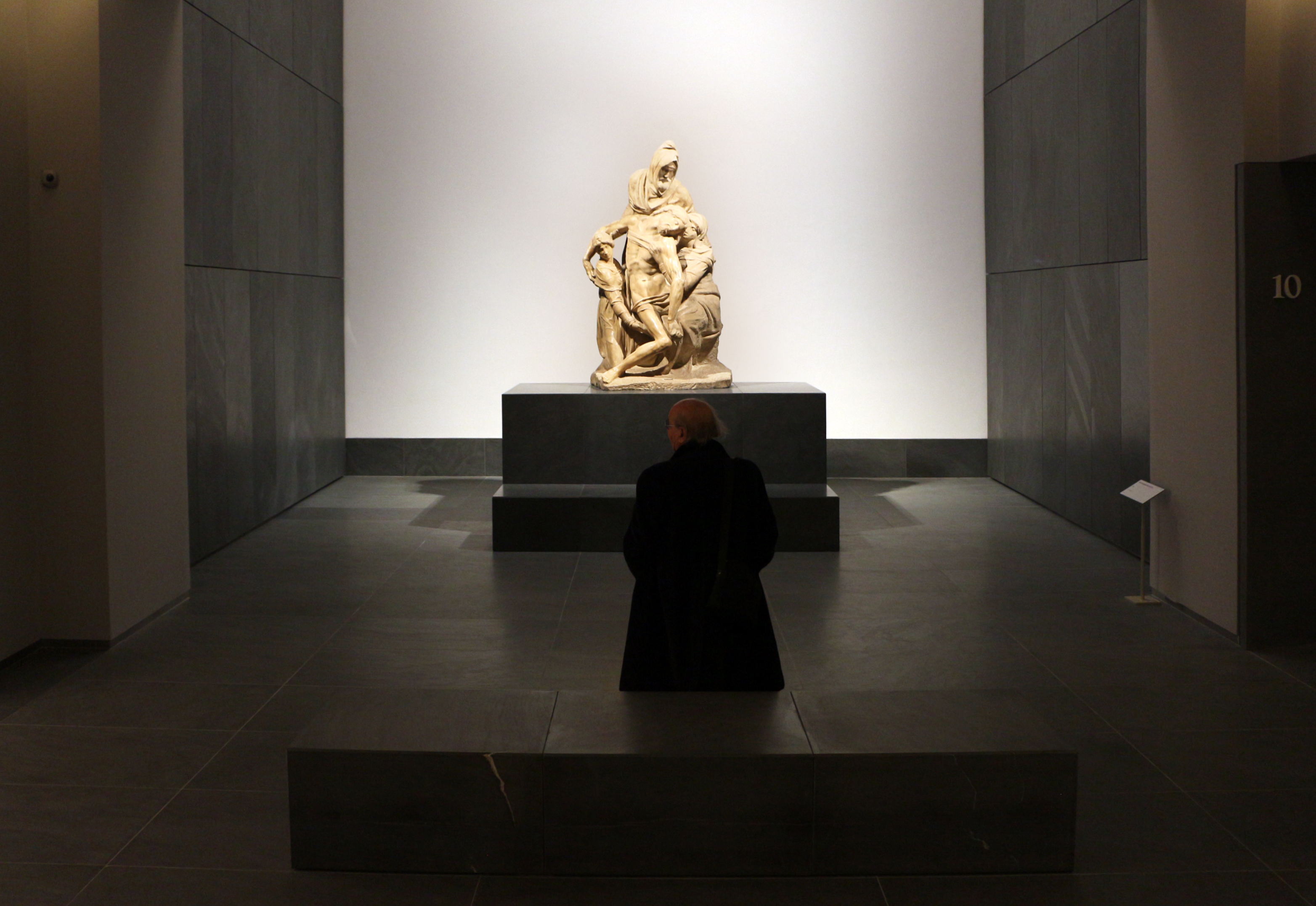
Статуя у «Трибуна Мікеланджело» (2015)
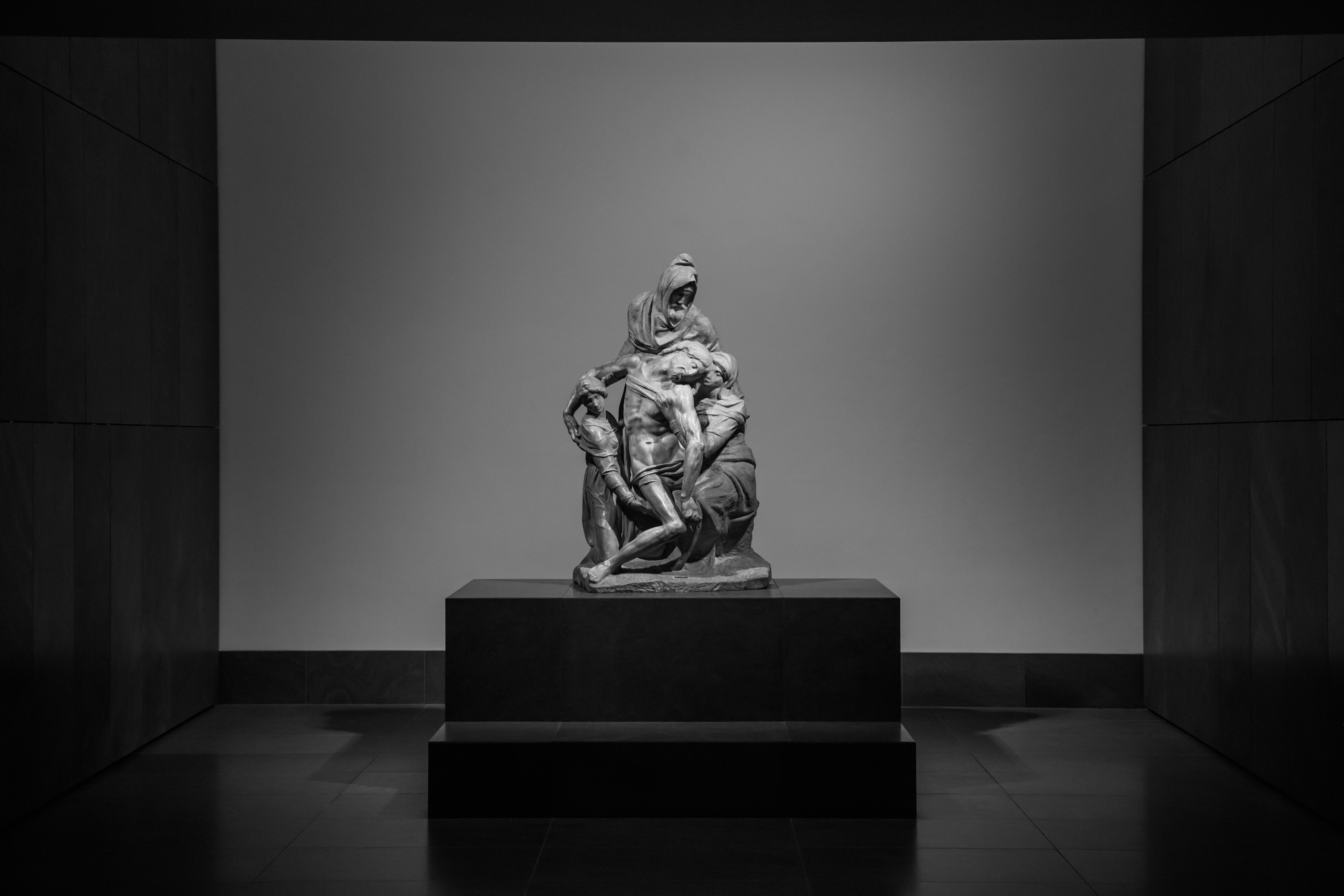
Статуя у «Трибуна Мікеланджело» (2017)

## Опис

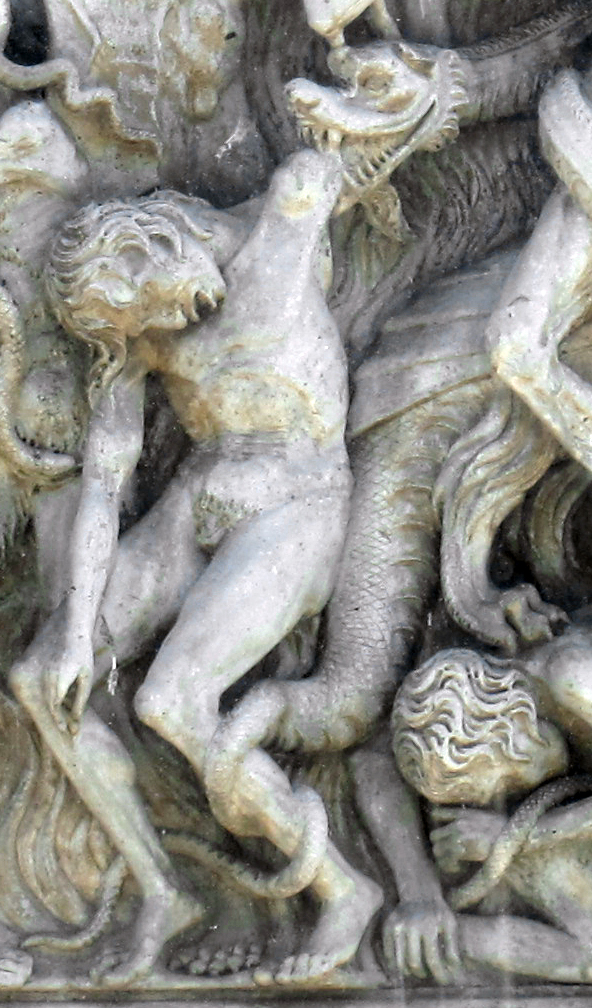
«Проклята душа». Деталь рельєфу «Страшний суд» на фасаді собору Орв'єто. Лоренцо Маітані, бл. 1310

Мертве тіло Христа тримає святий Никодим[а], а з двох сторін підтримують Богоматір і Марія Магдалина (закінчена фігура Христа і частково Святої Магдалини). На відміну від «П'єти» собору Святого Петра, ця група є більш площинна й незграбна, а увага зосереджена на зламаній лінії тіла Христа. Розташування трьох незавершених голів створює драматичний ефект, рідкісний у творах із цим сюжетом. Фредерік Гартт, американський дослідник епохи Відродження, вважає, що натхнення на позу Христа у скульптурній групі могло бути від «однієї з найбільш сильних фігур у [рельєфі] „Страшний суд“ Лоренцо Маітані».
Опис статуї за Вазарі: «Знятого з хреста Христа підтримує Богородиця, а їй усіма силами допомагає Никодим, що стоїть за нею, та одна з Марій; бо вони бачать, що Мадонна вбита горем і вже не може його тримати. Ніде не побачиш такого мертвого тіла, як тіло цього Христа: він падає, усе тіло його ослабло, і поза його цілком відмінна від тих, які зустрічаються в інших творах як самого Мікеланджело, так і в творах будь-якого іншого художника». Вазарі також зауважив, що «божественний вийшов твір».

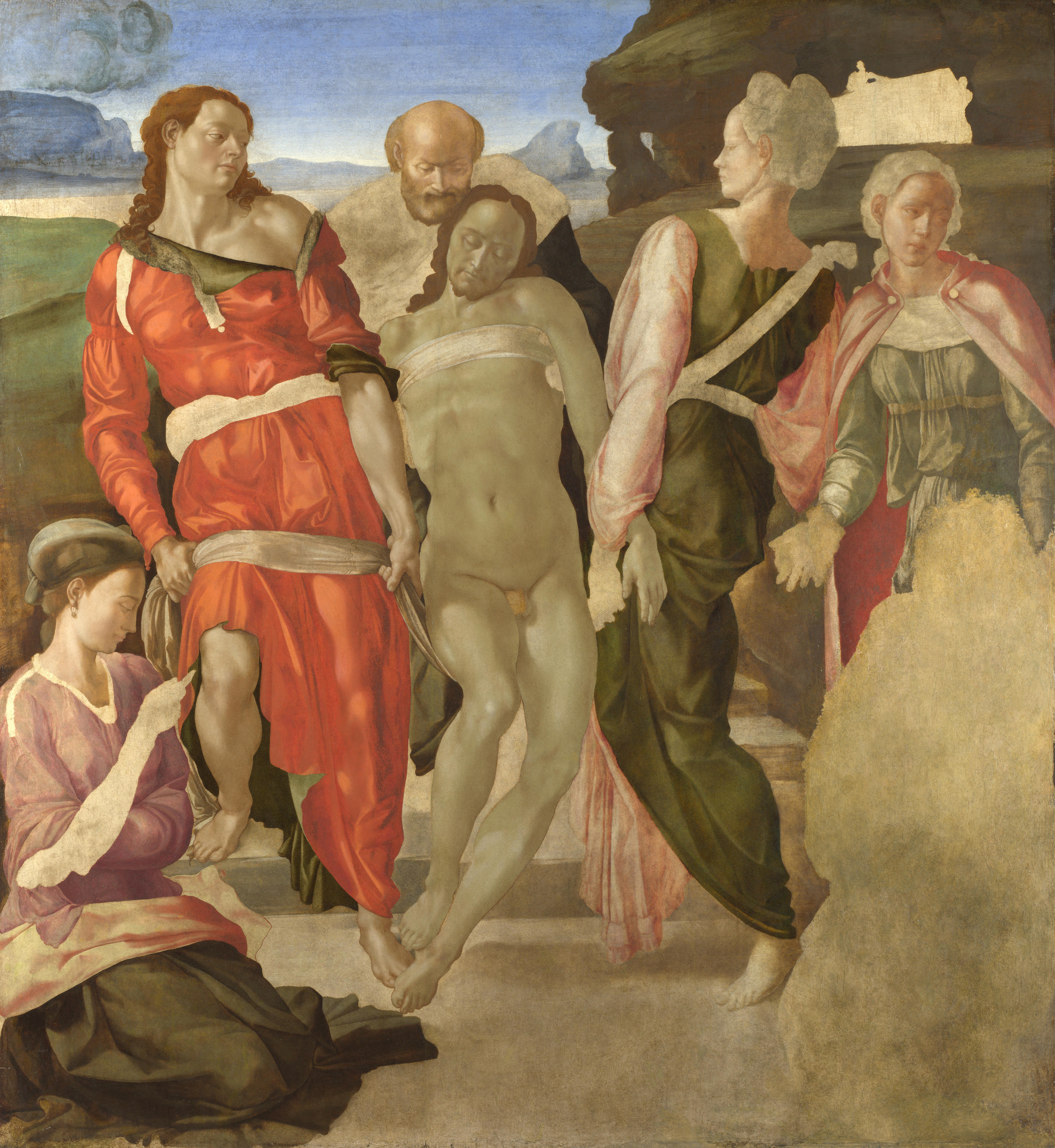
«Покладення до гробу» (бл. 1500—1501; Національна галерея, Лондон)

Фредерік Гартт, зауважив, що тіло Христа огорнуте вузьким шматком тканини, таким же, як його мікеланджело зобразив у своїй панелі «Покладення до гробу».
Кондіві також відзначає складність скульптурної групи: «Було б абсолютно неможливо описати красу стилю, продемонстрованого в цій групі, або піднесені емоції, виражені на цих засмучених обличчях. Я впевнений, що „П'єта“ — один із його найрідкісніших і найскладніших шедеврів; особливо тому, що фігури чітко відділені одна від одної, а драпірування однієї не змішується з фігурами інших». Сімондз прямо відписав на це, що:
|  | Цей панегірик аж ніяк не надто високий. Останнім часом навряд чи було віддано належне благородній концепції, глибокому почуттю та широкій манері цього «Зняття[з хреста]». Оригінальний текст (англ.) This panegyric is by no means pitched too high. Justice has hardly been done in recent times to the noble conception, the intense feeling, and the broad manner of this Deposition. |

За часів Сімондза статуя була розміщена за головним вівтарем у Флорентійському соборі, що на його думку створювало сутінки, за яких складно було роздивитися роботу, саме тому він радив вивчати «останню роботу Мікеланджело у мармурі» за фотографіями Алінарі з використанням штучного освітлення. Разом із тим дослідник також перерахував основні вади твору на його думку:
|  | Торс Христа переважає загальну композицію; і його ноги неприродно ослаблені. Жінка, що стоїть на колінах ліворуч, делікатна і здається занадто маленькою в порівнянні з іншими фігурами; хоча, якби вона стояла прямо, ймовірно, що її зріст був би достатнім Оригінальний текст (англ.) The torso of Christ overweighs the total scheme; and his legs are unnaturally attenuated. The kneeling woman on the left side is slender, and appears too small in proportion to other figures; though, if she stood erect, it is probable that her height would be sufficient |

Сімондз цитує слова французького критика: «Це найбільш інтимно особистий і найзворушливіший із його творів. З нього віє ідеєю покаяння. Мармур проповідує страждання Страстей; це змушує нас прислухатися до акту гіркого розкаяння та акту скорботної любові». Сімондз наводить рядки з поезії самого Мікеланджело, говорячи про цю роботу:
(…)

Різбярство втратив я і малювання,

До бога серце лине, прагне вмерти,

А хрест свої обійми розгортає.
Вважається, що у Никодимові Мікеланджело зобразив себе, «в особі Никодима, саме він підтримує свого дорогого Господа в темряві похмурого Дуомо».
Вазарі згадував, що «поверхня мармуру мала тріщину», «відломився кусочок з ліктя Мадонни», а тоді він розбив її. Сімондз описує видимі сліди цього: «(…) на правій руці Марії видно розлом. Ліва рука Христа є понівечена в кількох місцях. Один із сосків відновили, а рука Мадонни, що лежить на грудях над ним, тріснула вздовж».

## Реставрація
2021 року завершилася перша за 470 років реставрація статуї, яка тривала з 2019 року.
Проаналізувавши мармур виявили, що він був не каррарський, а мармур із копалень біля Серавецца, що за 20 км від родовища Каррари[б]. Мармур не є однотонний, містить сліди піриту, що може пояснити наявність іскор при роботі скульптора, про що писав Вазарі: «у цьому камені було багато наждаку — він був твердий і під різцем частенько давав іскри».

## Галерея

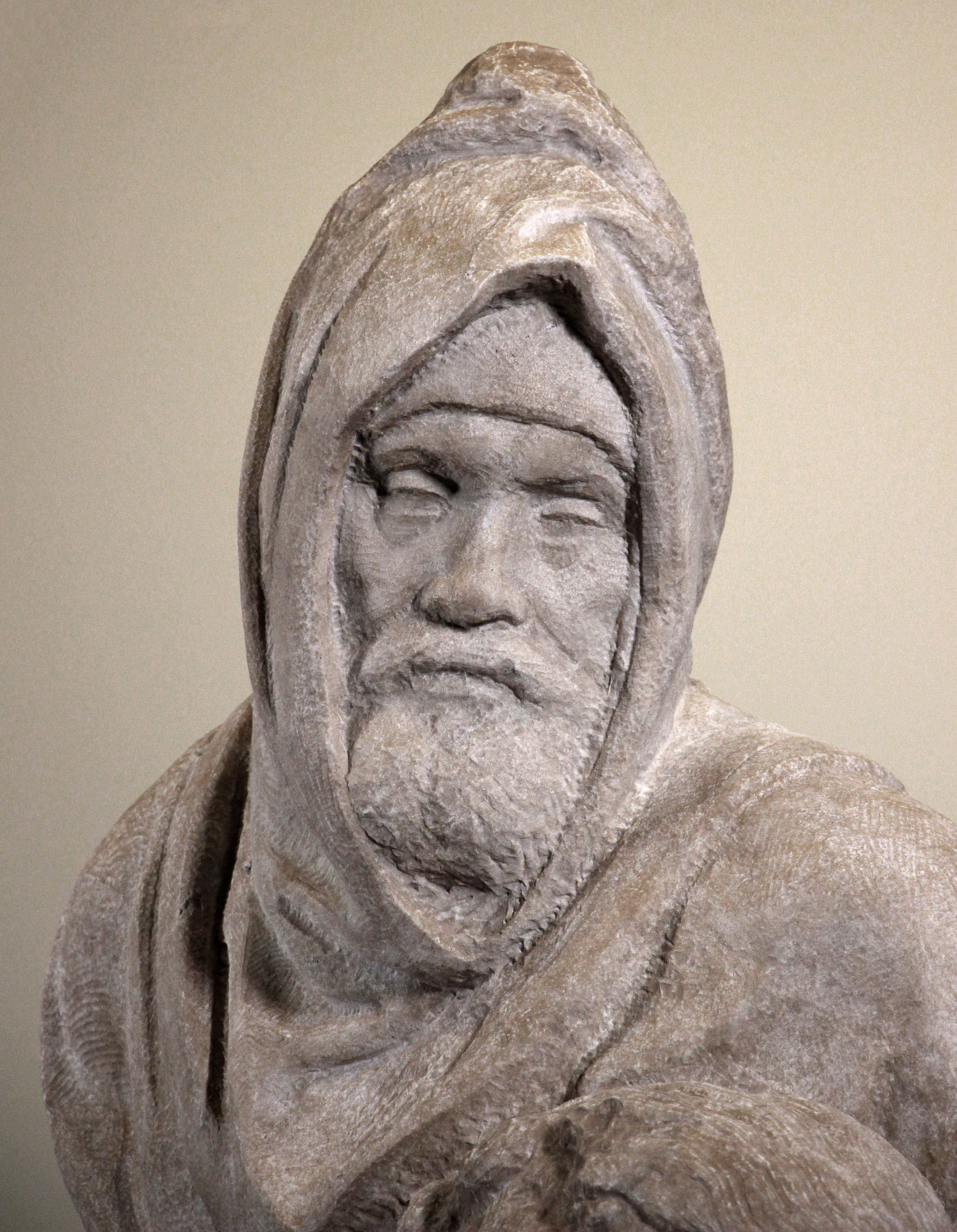
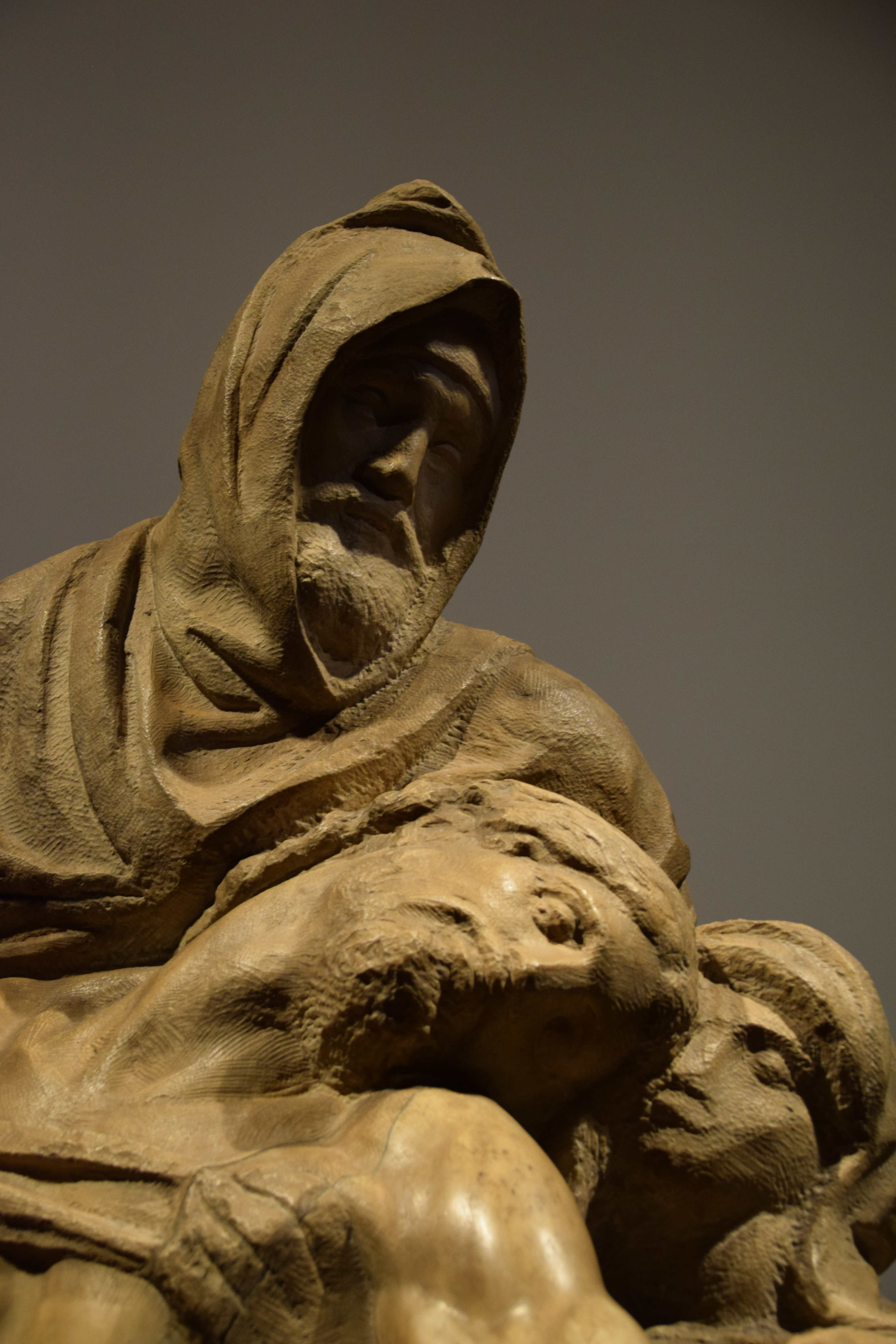
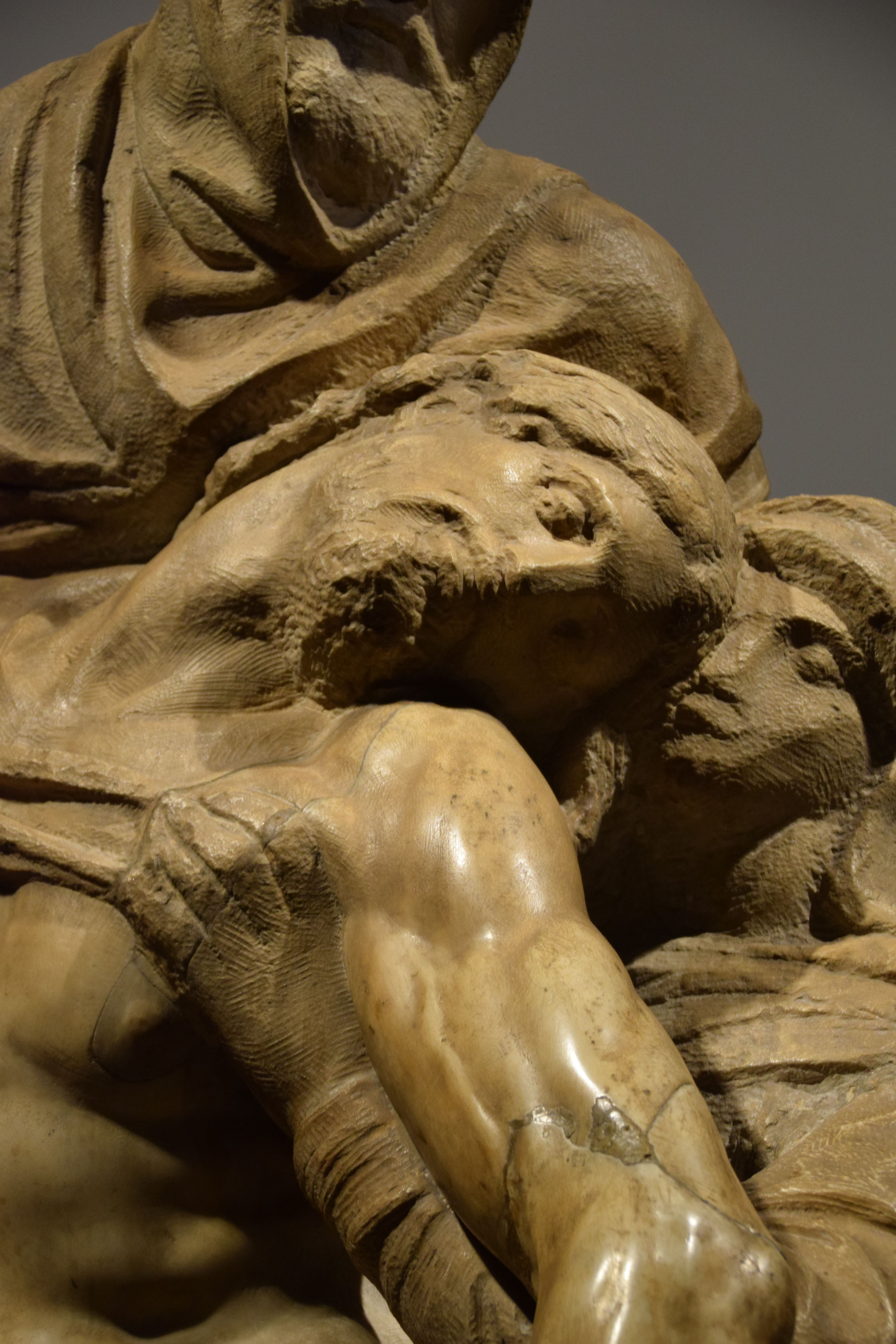
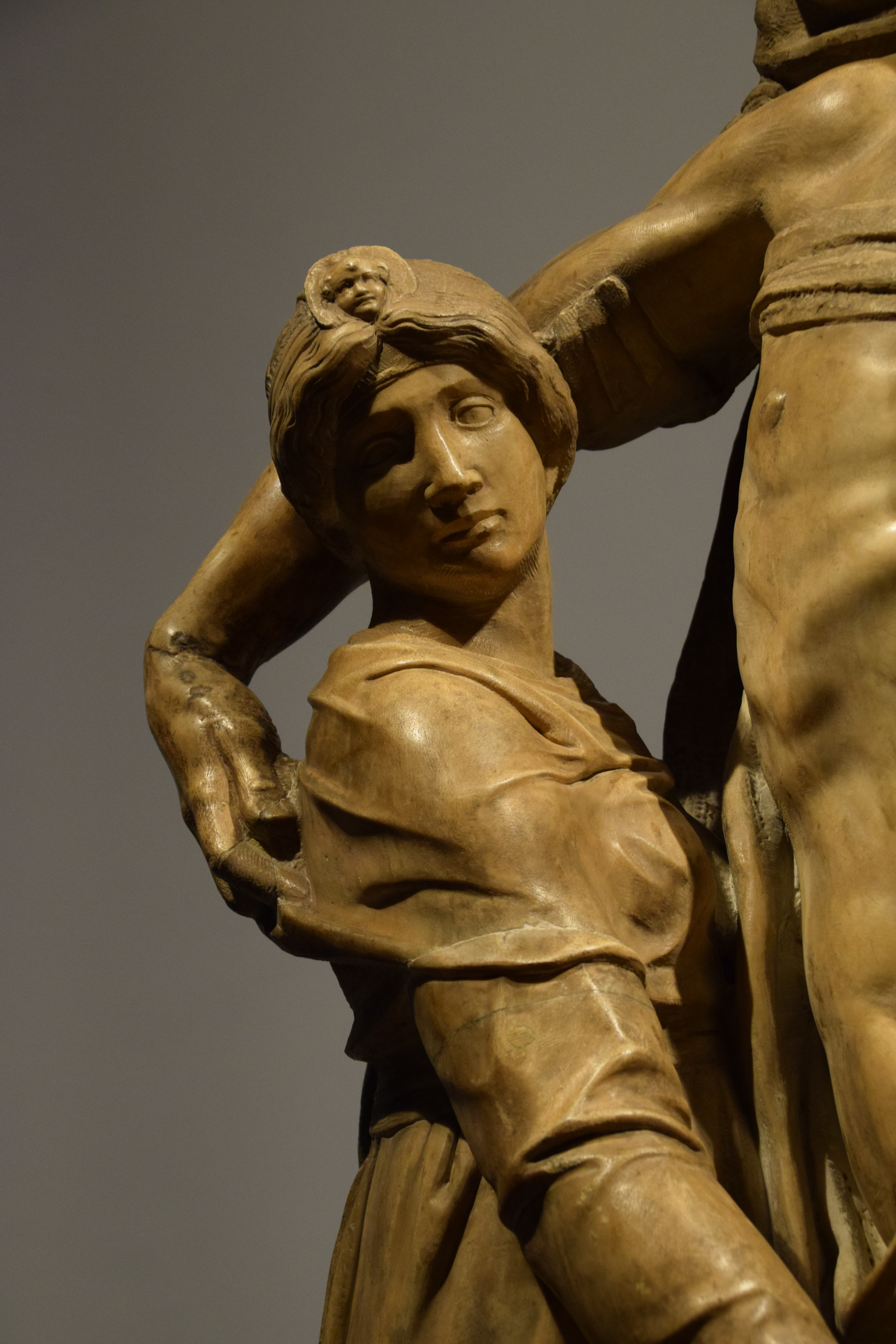
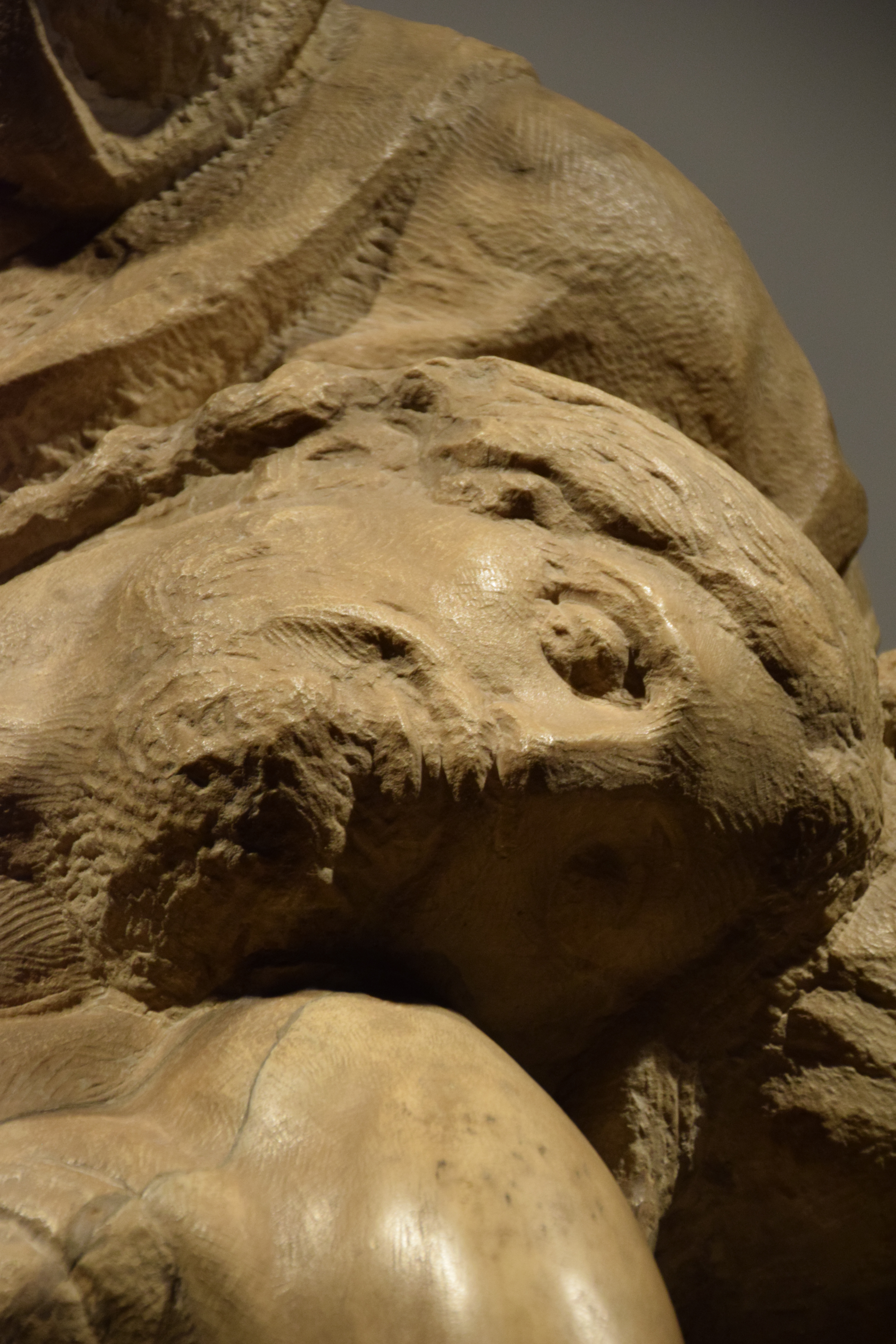

## Виноски
1. ↑  https://duomo.firenze.it/it/scopri/museo-dell-opera-del-duomo/le-sale/tribuna-di-michelangelo/4888/pieta-bandini-michelangelo-1447-1555-ca_
2. 1 2 3 4 5  Pietà Bandini, Michelangelo -1447-1555 ca (англ.) . Архів оригіналу за 19 жовтня 2021. Процитовано 05.08.2022. [Архівовано 2021-10-19 у Wayback Machine.]
3. 1 2  Вазарі, 1970, с. 364.
4. 1 2  Symonds, vol.2, 1925, с. 201.
5. ↑  Вазарі, 1970, с. 386—387.
6. ↑  Вазарі, 1970, с. 506.
7. 1 2 3 4 5  Symonds, vol.2, 1925, с. 199.
8. ↑  Вазарі, 1970, с. 415.
9. ↑  Вазарі, 1970, с. 409.
10. 1 2  Вазарі, 1970, с. 386.
11. 1 2  Вазарі, 1970, с. 505.
12. 1 2 3  Symonds, vol.2, 1925, с. 202.
13. 1 2 3 4 5  Вазарі, 1970, с. 387.
14. ↑  Эрпель, 1990, с. 15.
15. ↑  Лео Стайнберґ. Флорентійська П'єта Мікеланджело: Нога, якої нема (PDF) (англ.) . Архів оригіналу (PDF) за 4 лютого 2012. Процитовано 21 січня 2012.
16. 1 2 3 4  12 things you may not know about Michelangelo's Pietà in Florence Cathedral. 1 жовтня 2020. Архів оригіналу за 3 жовтня 2021.
17. ↑  Hartt, 1969, с. 285.
18. ↑  Вазарі, 1970, с. 363—364.
19. ↑  Symonds, vol.2, 1925, с. 199—200.
20. 1 2 3 4  Symonds, vol.2, 1925, с. 200.
21. ↑  Вазарі, 1970, с. 389.
22. ↑  Symonds, vol.2, 1925, с. 200—201.
23. ↑  Elisabetta Povoledo. Bringing a Deathly Michelangelo Sculpture Back to Life, The restoration of a statue the artist created for his own tomb shines light on the psychology of the aging Renaissance master (англ.) . Архів оригіналу за 27.09.2021.
24. ↑  Orlandi, Paolo; Del Chiaro, Lorenzo; Pagano, Renato (01.01.1996). Minerals of the Seravezza marble, Tuscany, Italy. The Mineralogical Record. Процитовано 06.08.2022.
25. ↑  Hartt, Finn, 1976, с. 73.